# Moca semilinea
Moca semilinea är en fjärilsart som beskrevs av Walker 1866. Moca semilinea ingår i släktet Moca och familjen Immidae. Inga underarter finns listade i Catalogue of Life.